# Volta al País Basc 1930
La Volta al País Basc 1930 és la 7a edició de la Volta al País Basc. La cursa es disputà en quatre etapes, entre el 18 i el 21 de setembre de 1930, per a un total de 723 km.
En aquesta edició es van inscriure un total de 63 ciclistes, dels quals finalment en van prendre part 31 i l'acabaren 28 d'ells. El vencedor final fou el català Marià Cañardo, que s'imposà a Antonin Magne i Jean Aerts.

## Etapes
| Etapa    | Data       | Recorregut                 | Km  | Vencedor de l'Etapa   | Líder de la general   |
| -------- | ---------- | -------------------------- | --- | --------------------- | --------------------- |
| 1a etapa | 7 d'agost  | Bilbao - Vitòria           | 180 | Antonin Magne (FRA)   | Antonin Magne (FRA)   |
| 2a etapa | 8 d'agost  | Vitòria - Pamplona         | 150 | Ricardo Montero (ESP) | Ricardo Montero (ESP) |
| 3a etapa | 9 d'agost  | Pamplona - Sant Sebastià   | 216 | Antonin Magne (FRA)   | Antonin Magne (FRA)   |
| 4a etapa | 11 d'agost | Sant Sebastià - Las Arenas | 177 | Marià Cañardo (ESP)   | Marià Cañardo (ESP)   |

## Classificació general
|    | Ciclista                    | Equip             | Temps       |
| -- | --------------------------- | ----------------- | ----------- |
| 1  | Marià Cañardo (ESP)         | Alcyon - Dunlop   | 26h 36' 31" |
| 2  | Antonin Magne (FRA)         | La Française      | + 50"       |
| 3  | Jean Aerts (BEL)            | Alcyon - Dunlop   | + 14' 26"   |
| 4  | Federico Ezquerra (ESP)     | Soriano           | + 15' 54"   |
| 5  | Pierre Magne (FRA)          | Alleluia - Wolber | + 16' 35"   |
| 6  | Julien Moineau (FRA)        | Alleluia - Wolber | + 17' 21"   |
| 7  | Hector Martin (BEL)         | Elvish            | + 20' 36"   |
| 8  | Eusebio Bastida (ESP)       | Dilecta - Wolber  | + 20' 54"   |
| 9  | Luciano Montero (ESP)       | Styl              | + 25' 17"   |
| 10 | Juan Antonio Golzarri (ESP) |                   | + 30' 36"   |